# Most metra na Kačerově
Most metra na Kačerově je most pražského metra mezi stanicemi Kačerov a Roztyly na lince C. Most má délku 34 metrů, výšku 6 metrů a přemosťuje těsně za stanicí Kačerov železniční trať a zkušební trať metra. Je čtyřkolejný, dvě krajní koleje pokračují jako traťový úsek II.C směrem ke stanici Roztyly, dvě střední koleje slouží k vjezdu do depa Kačerov. Mostu si při průjezdu metrem prakticky není možné všimnout.